# Horizon natrique
L’horizon natrique est un type d’horizon argilique caractérisé par une structure prismatique ou en colonnes et un taux de sodium échangeable supérieur à 15 %.